# Coreinae
Sous-famille
Les Coreinae sont une sous-famille d'insectes hémiptères du sous-ordre des hétéroptères (punaises) de la famille des Coreidae.

## Systématique
- La sous-famille a été décrite par l'entomologiste britannique William Elford Leach en 1815[1].
- Le genre type pour cette sous-famille est Coreus Fabricius, 1794

### Galerie de quelques tribus

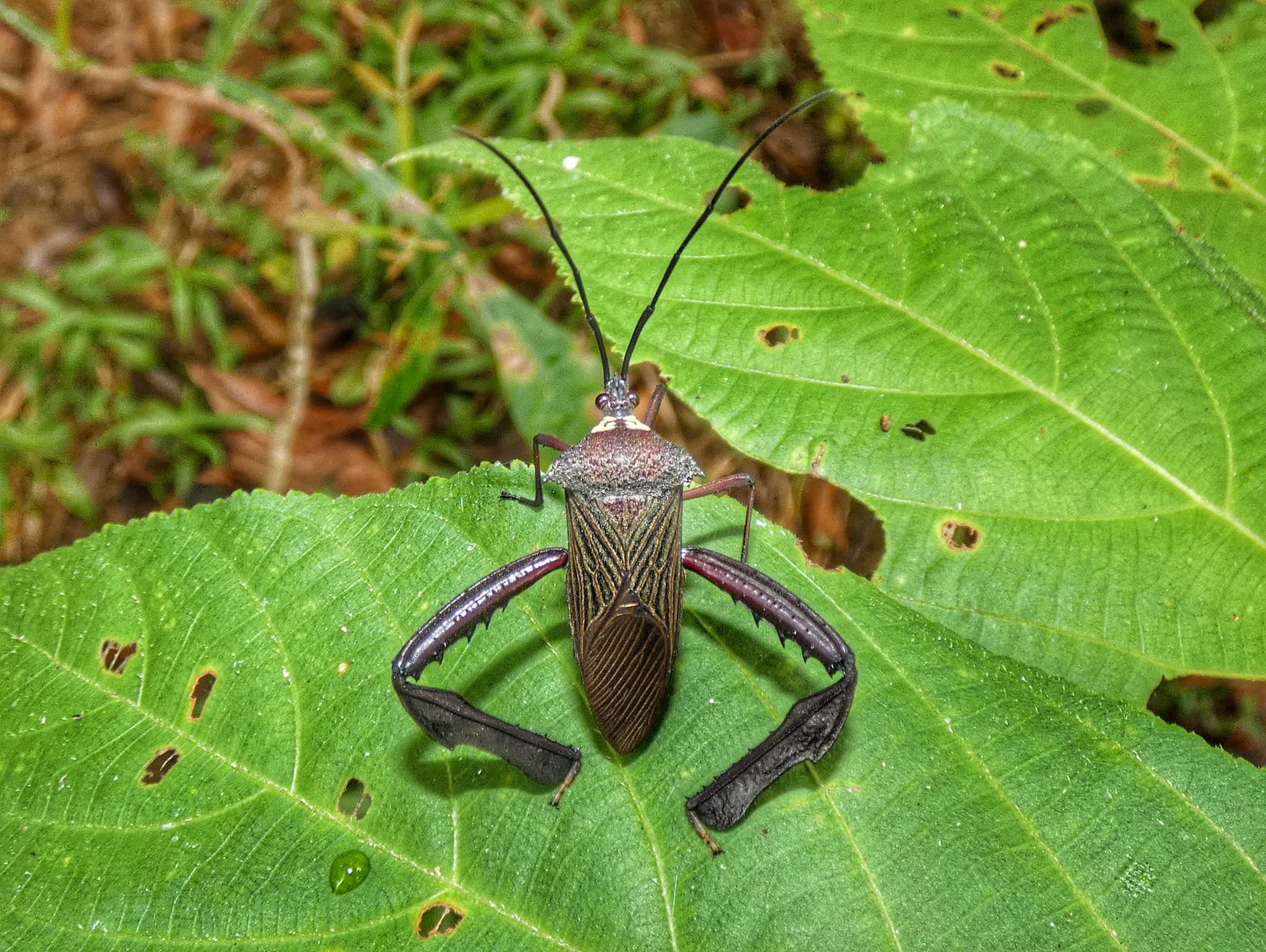
Acanthocephalini : Acanthocephala latipes, Panama
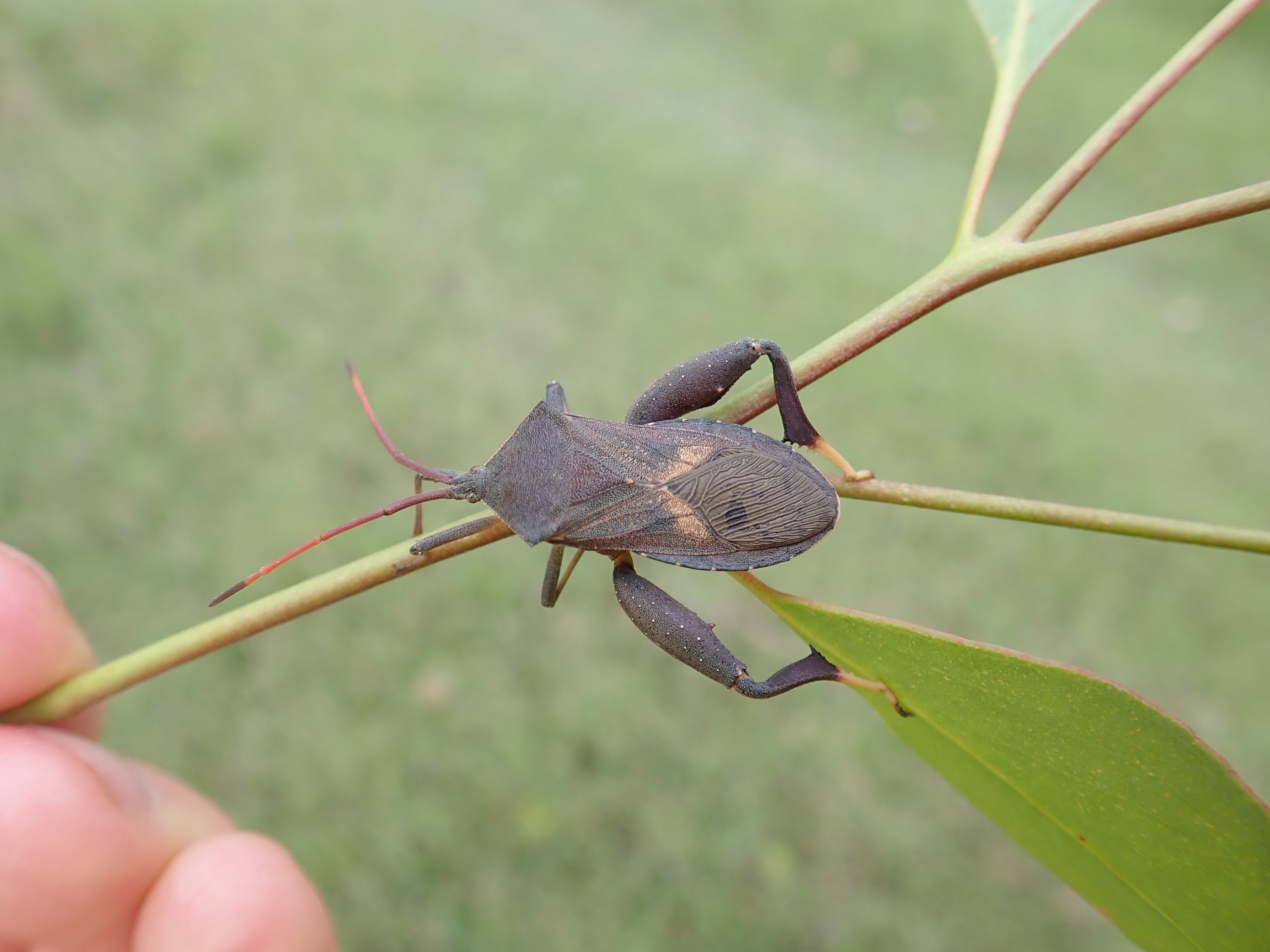
Amorbini : probable Amorbus robustus, Australie
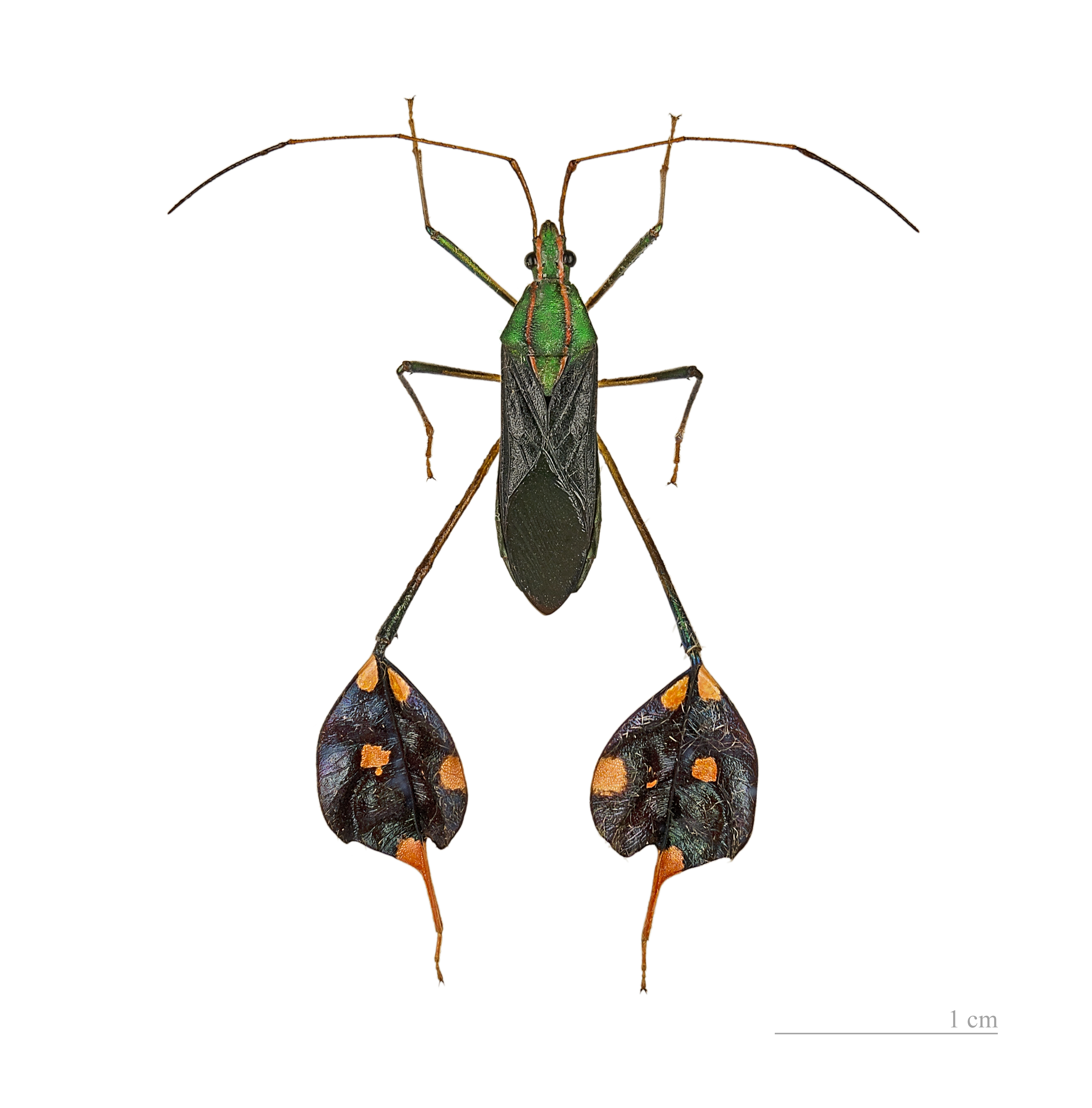
Anisoscelini : Diactor bilineatus, Musée de Toulouse
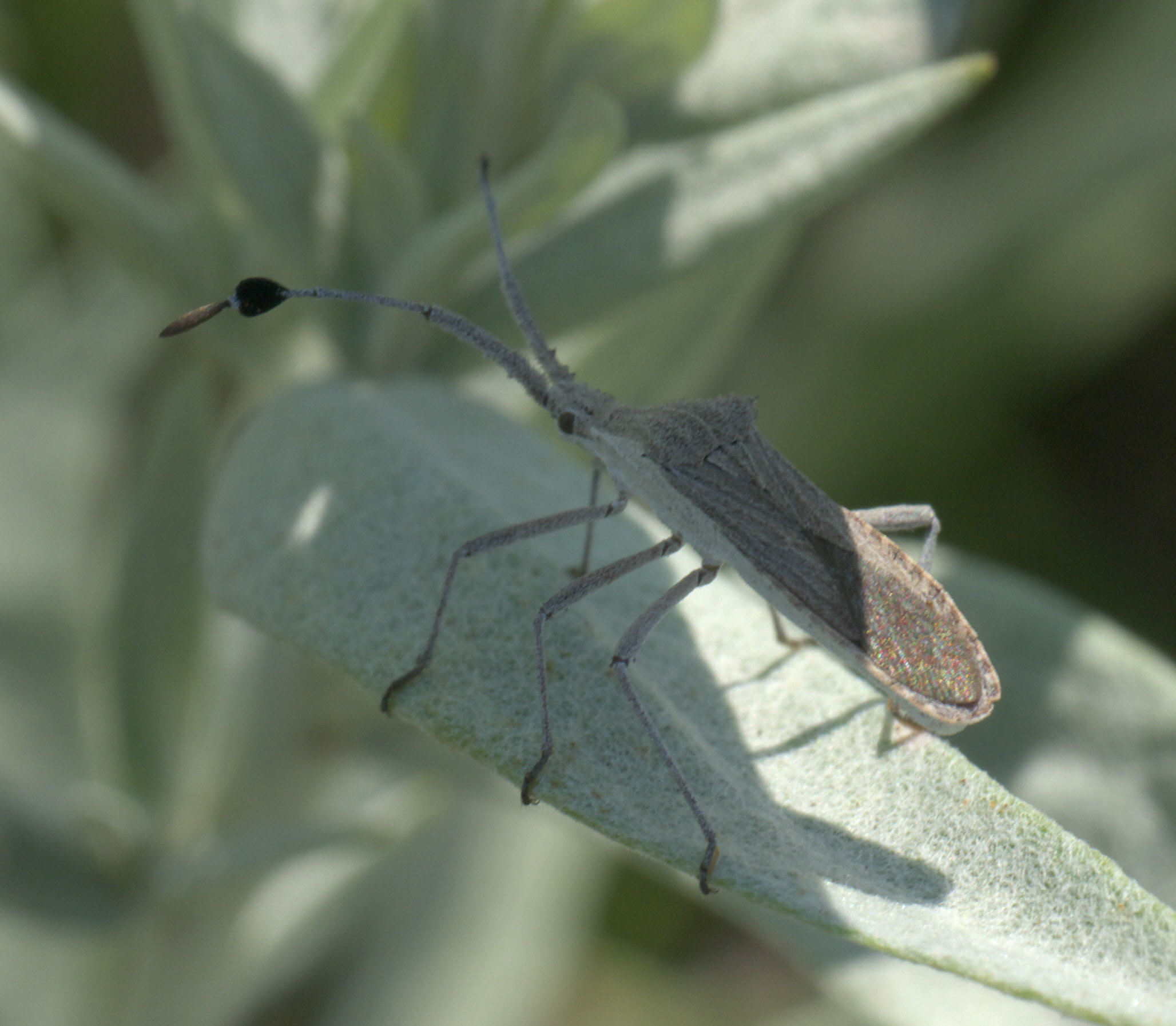
Chariesterini : Chariesterus antennator, Oklahoma.
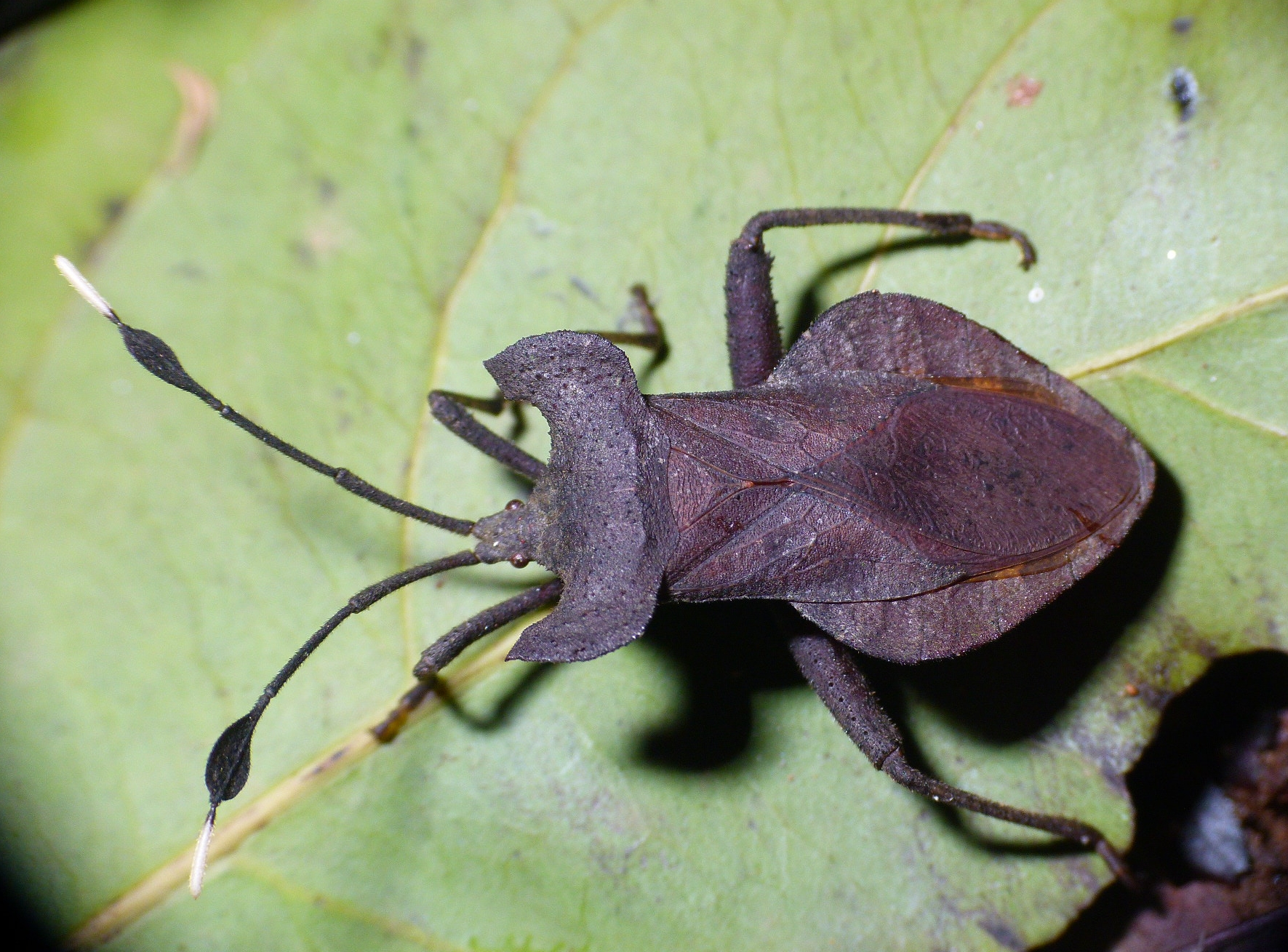
Daladerini : Dalader sp., Inde
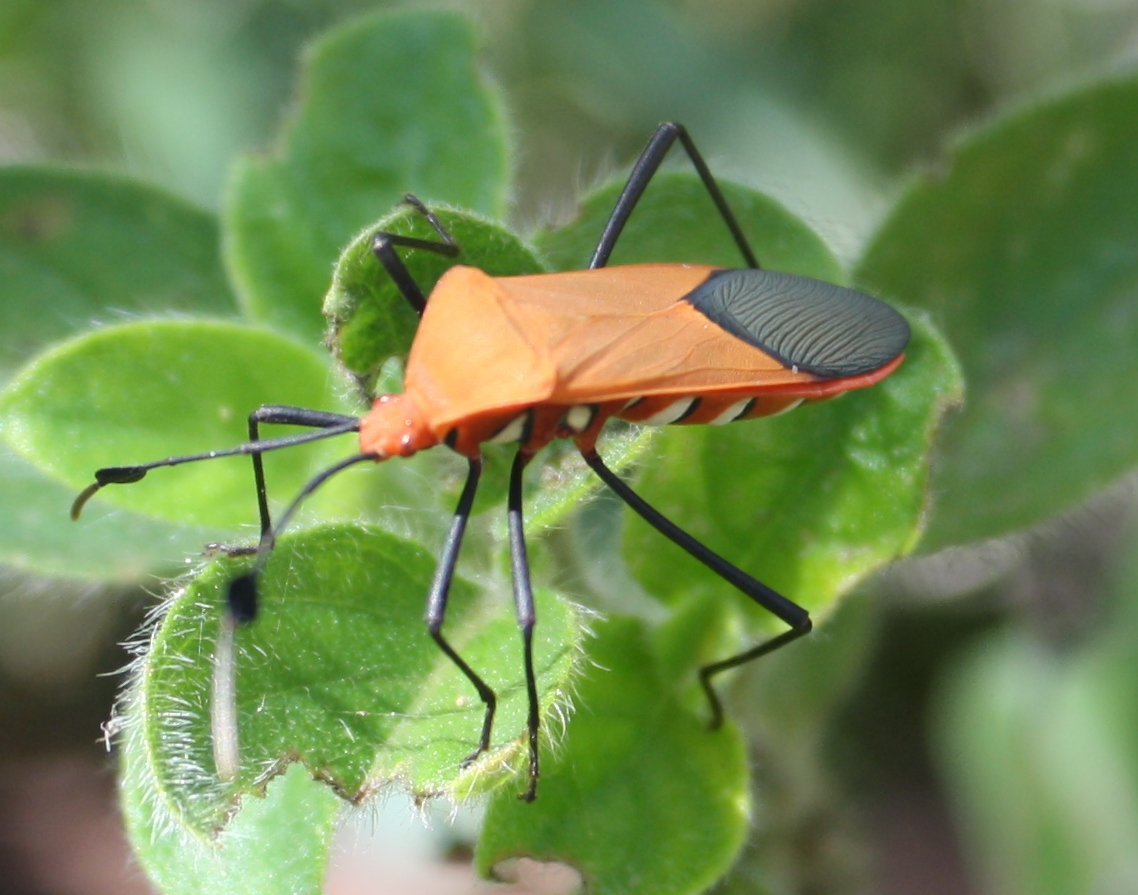
Dasynini : Galaesus hasticornis
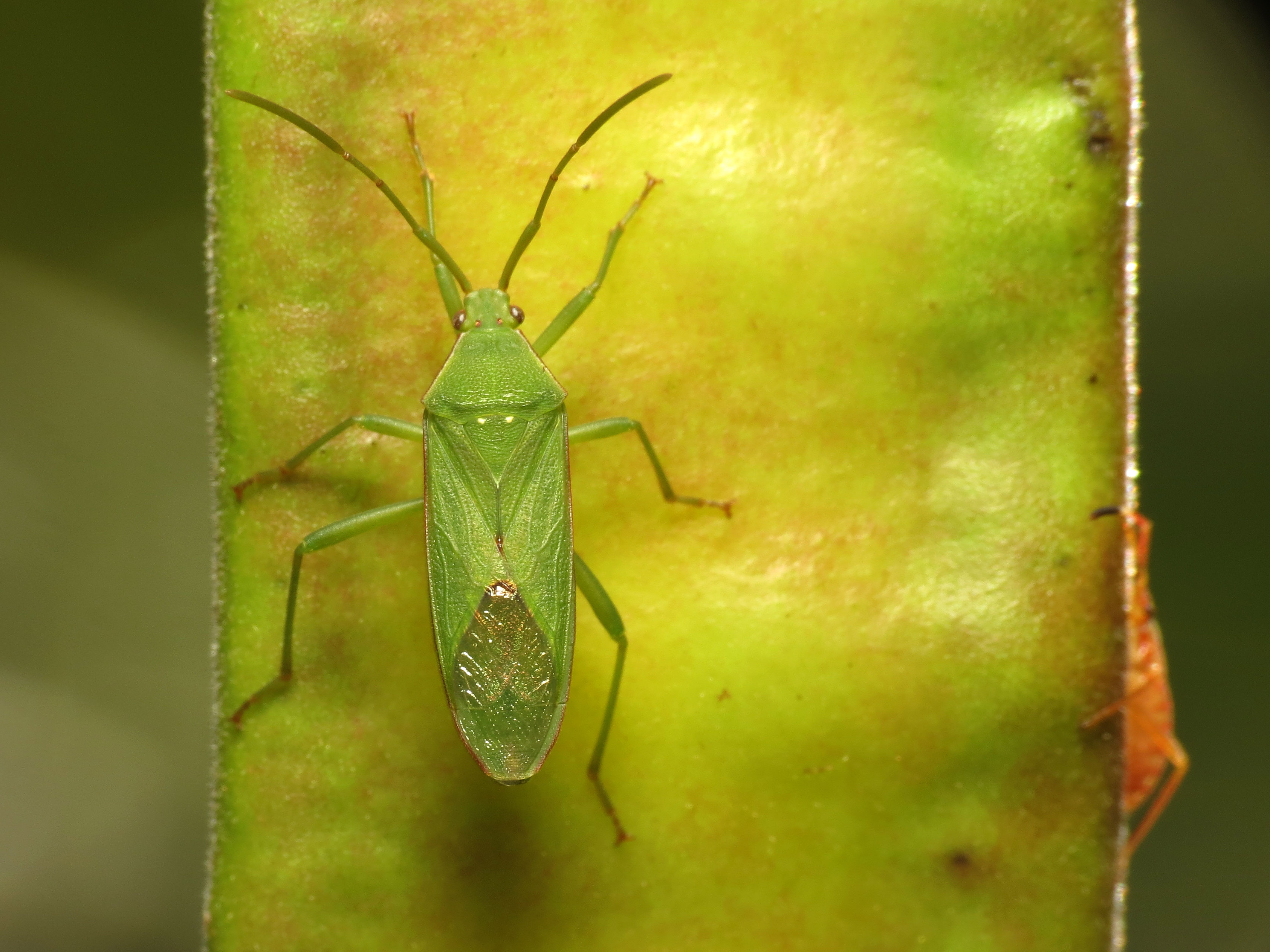
Discogastrini: Savius rufomarginatus Yucatán, Mexique
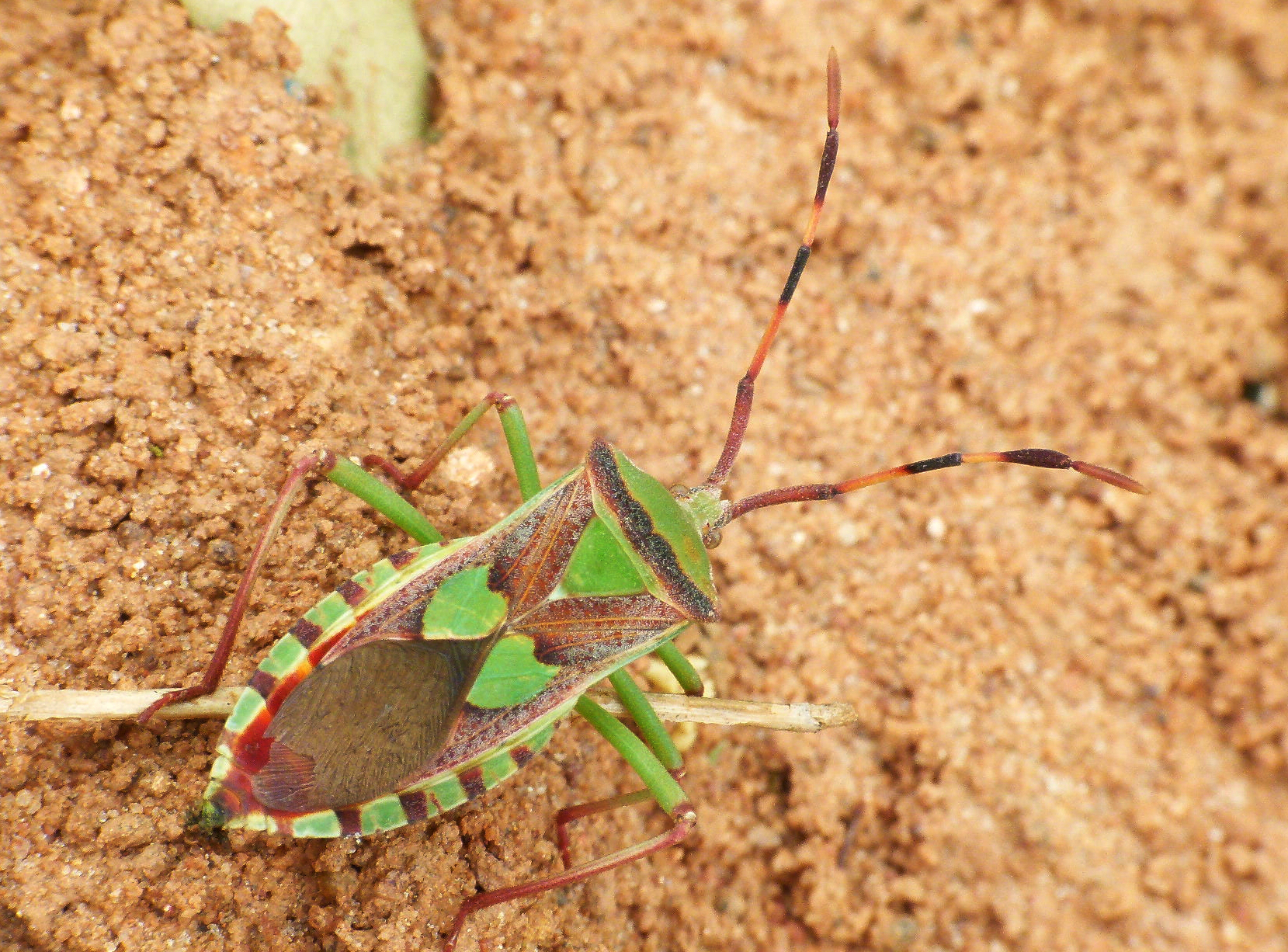
Homoeocerini : Homoeocerus signatus, Inde
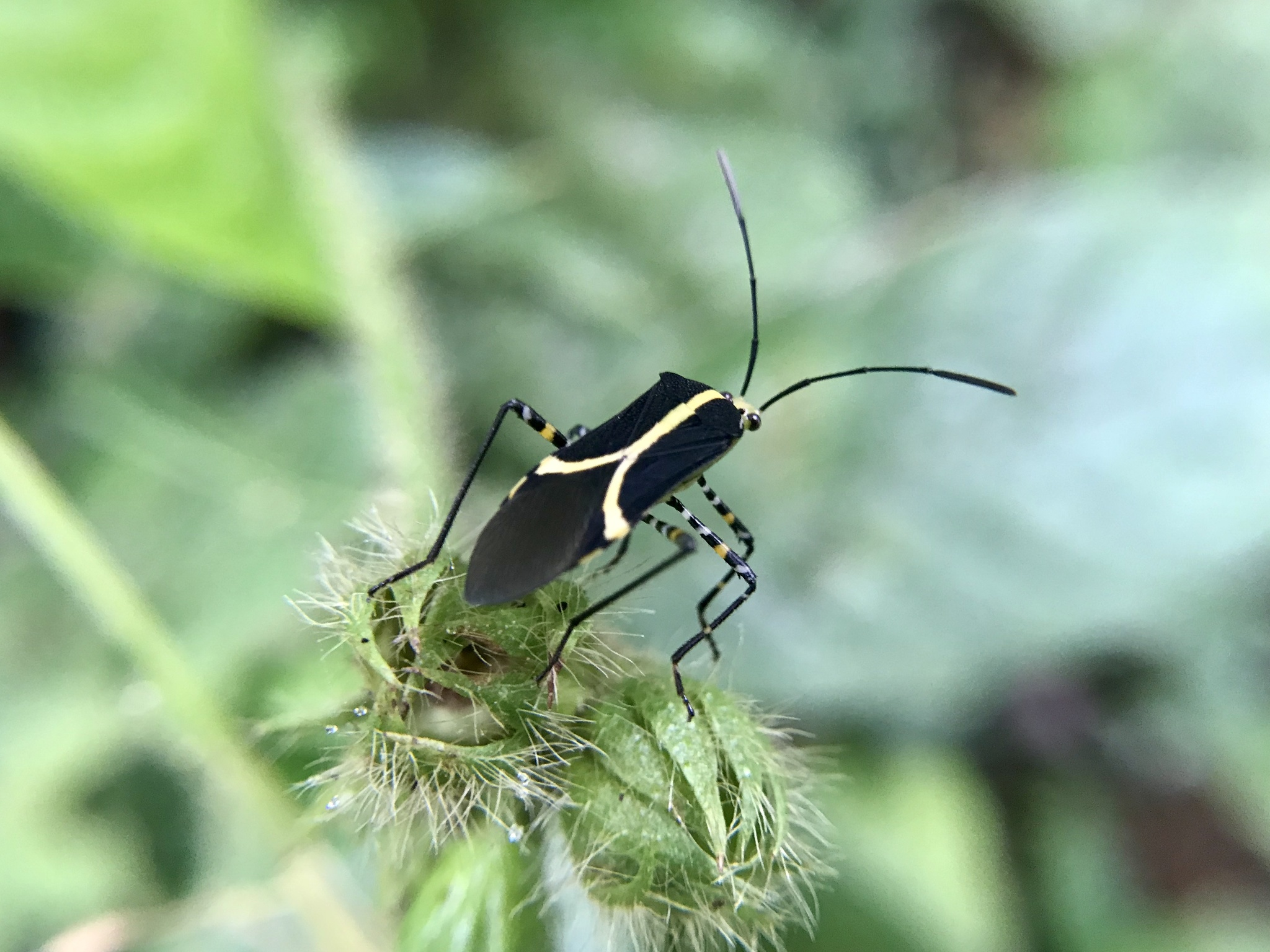
Hypselonotini : Hypselonotus linea, Panama.
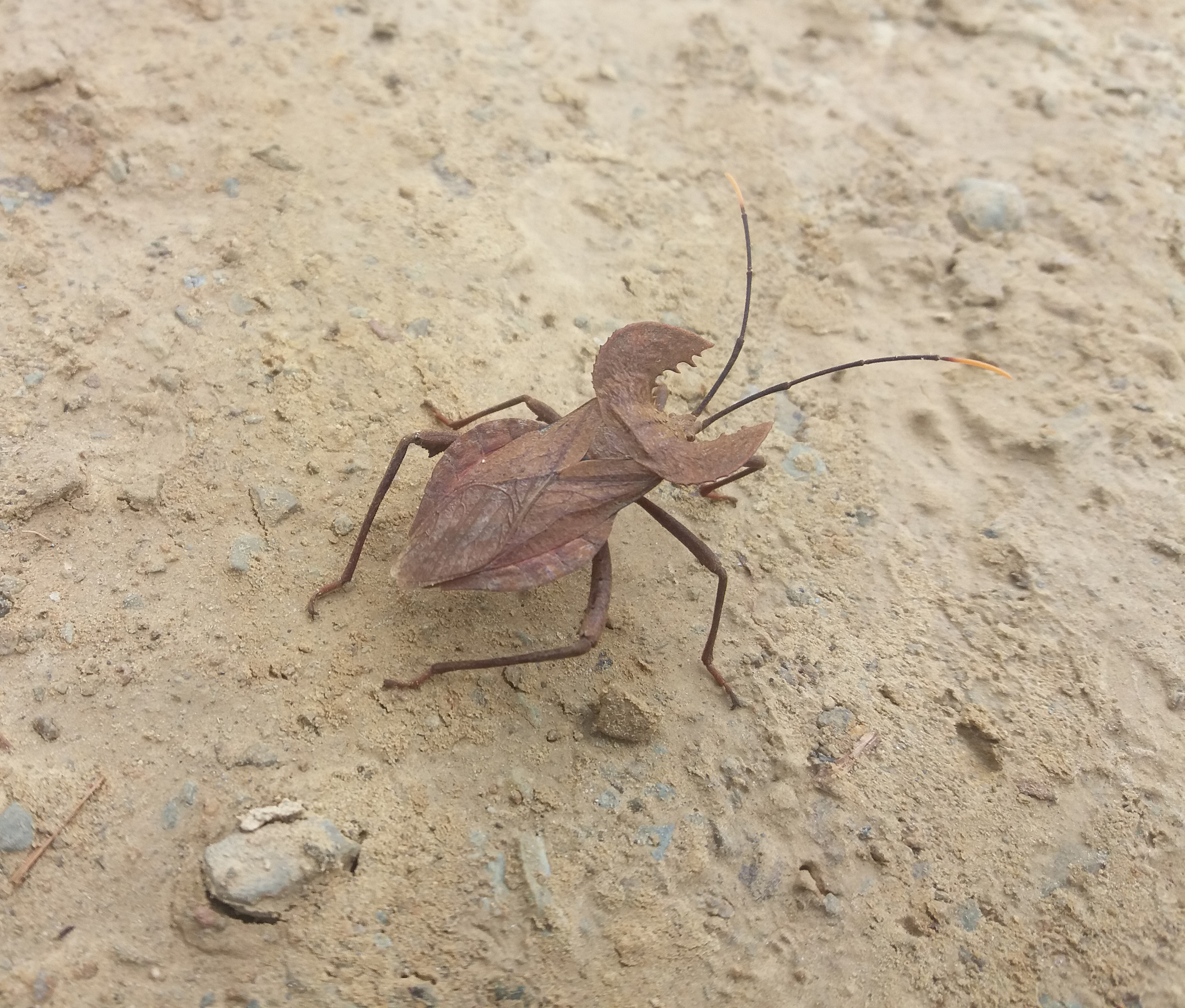
Mictini : Derepteryx hardwicki, Népal
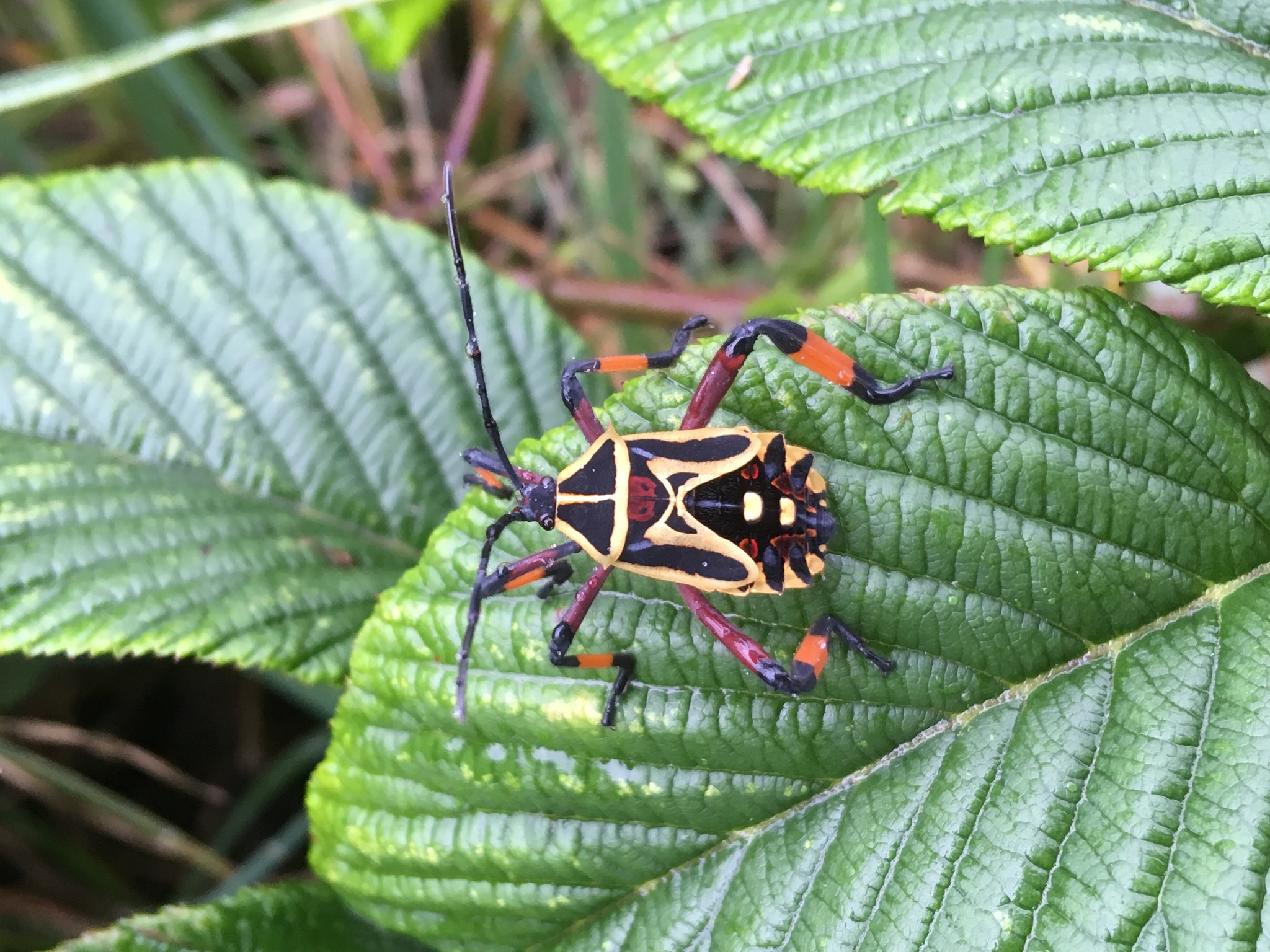
Nematopodini : juvénile de Thasus heteropus, Colombie
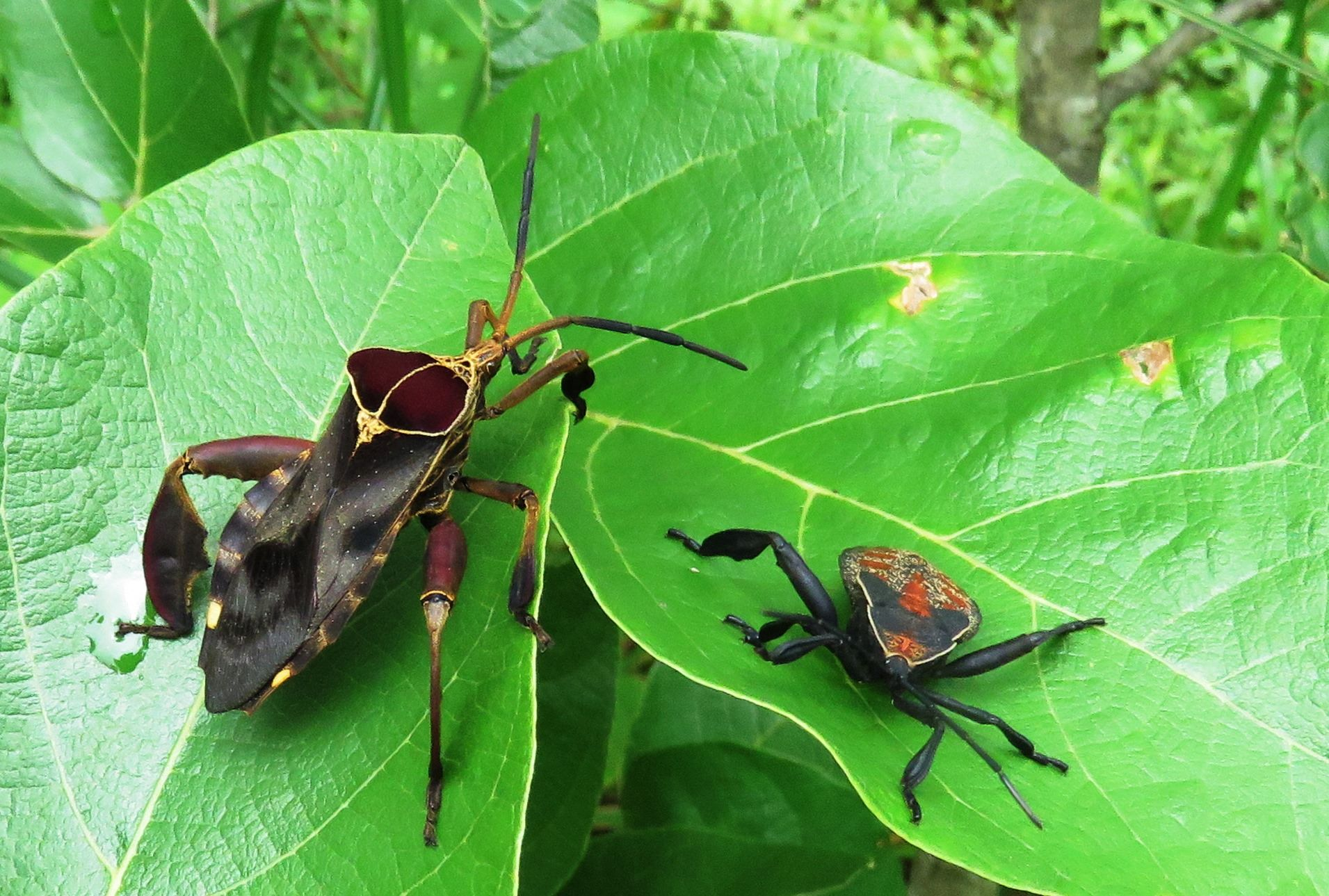
Petascelini : Petascelis remipes, Zmbabwe
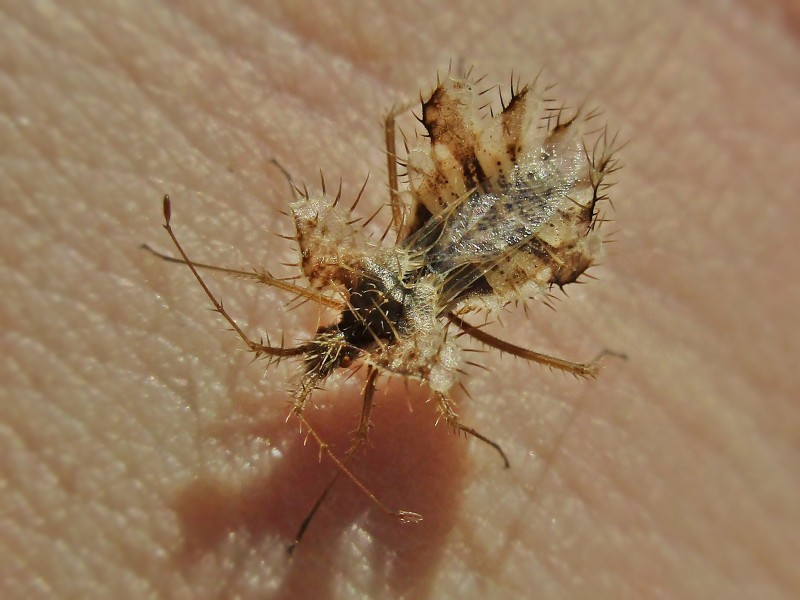
Phyllomorphini : Phyllomorpha laciniata, Espagne
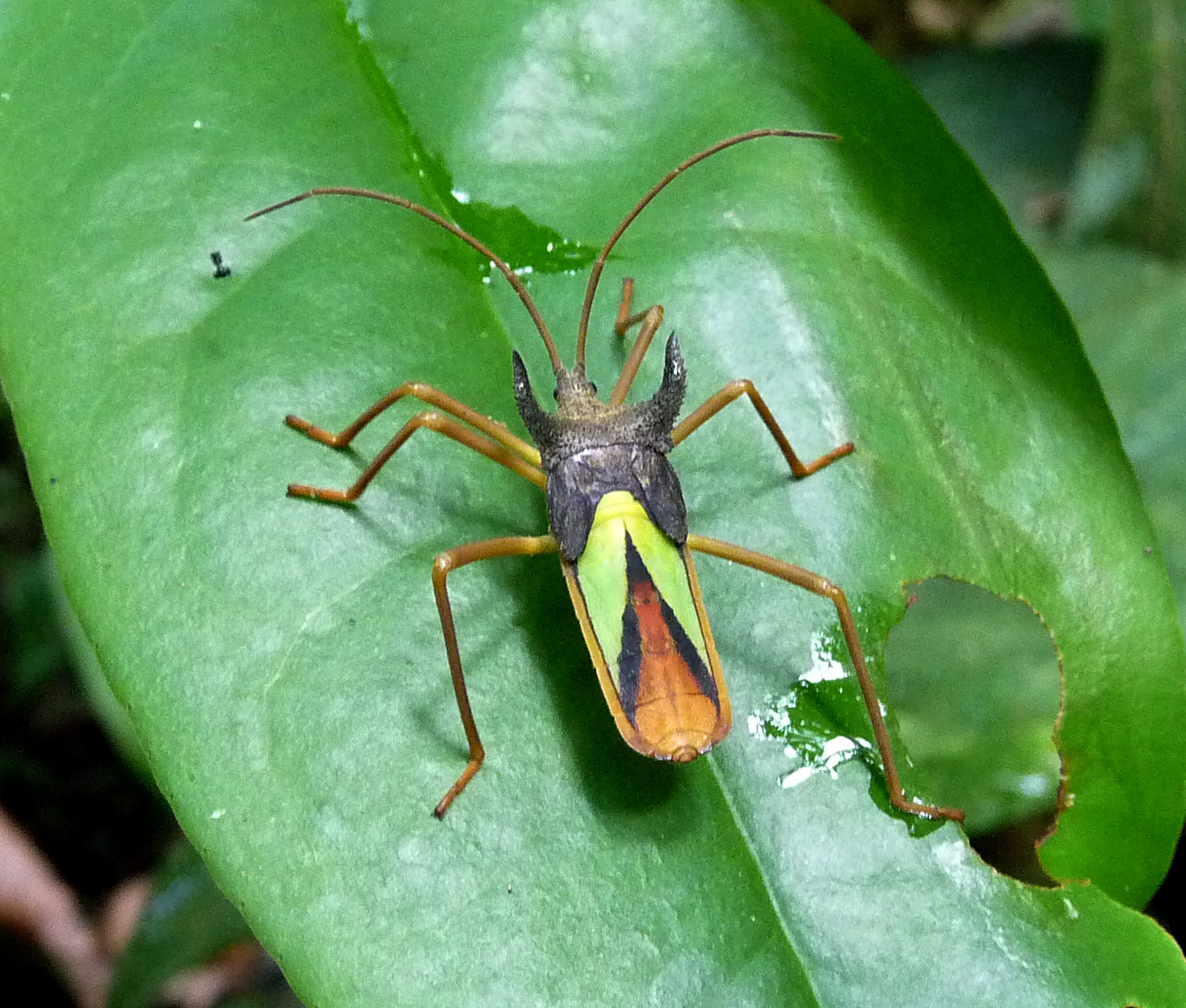
Spartocerini : Euagona sp., Équateur

## Liste destribus
- Acanthocephalini (Stål, 1870)

Synonymie : Acanthocephalina Stål, 1870
- Acanthocerini (Bergroth, 1913)

Synonymie : Acanthoceraria Bergroth, 1913
- Acanthocorini (Amyot & Serville, 1843)

Synonymie : Acanthocoreoidae (Amyot & Serville, 1843)
Synonymie : Acanthocorides (Amyot & Serville, 1843)
Synonymie : Physomeraria (Stål, 1873)
Synonymie : Physomerini (Stål, 1873)
- Agriopocorini (Miller, 1954)

Synonymie : Agriopocorinae (Miller, 1954)
- Amorbini (Stål, 1873)

Synonymie : Amorbaria (Stål, 1873)
Synonymie : Amorbidae (Stål, 1873)
Synonymie : Amorbinae (Stål, 1873)
- Anhomoeini (Hsiao, 1964)
- Anisoscelini Laporte, 1832
- Barreratalpini (Brailovsky, 1988)
- Chariesterini (Stål, 1868)

Synonymie : Chariesteraria (Stål, 1868)
Synonymie : Chariesterida (Stål, 1868)
Synonymie : Chariesteridae (Stål, 1868)
Synonymie : Chariesterina (Stål, 1868)
Synonymie : Chariesterinae (Stål, 1868)
- Chelinideini (Blatchley, 1926)

Synonymie : Chelinidini (Blatchley, 1926)
- Cloresmini (Stål, 1873)

Synonymie : Cloresmaria (Stål, 1873)
Synonymie : Cloresmidae (Stål, 1873)
Synonymie : Cloresminae (Stål, 1873)
Synonymie : Notobitaria (Bergroth, 1913)
Synonymie : Notobitini (Bergroth, 1913)
- Colpurini (Breddin, 1900)

Synonymie : Agathyrini (Breddin, 1906)
Synonymie : Agathyrnaria (Breddin, 1906)
Synonymie : Hygiinae (Kirkaldy, 1902)
Synonymie : Lybantaria (Stål, 1871)
Synonymie : Lybantina
Synonymie : Lybantini (Stål, 1871)
Synonymie : Pachycephalini (Breddin, 1900)
- Coreini Leach, 1815
- Cyllarini (Stål, 1873)

Synonymie : Cyllararia (Stål, 1873)
Synonymie : Cyllaridae (Stål, 1873)
- Daladerini (Stål, 1873)

Synonymie : Daladeraria (Stål, 1873)
- Dasynini (Bergroth, 1913)

Synonymie : Chinadasynini (Li, 1997)
Synonymie : Dasynaria (Bergroth, 1913)
Synonymie : Dasynopsini (Li, 1997)
Synonymie : Paradasynini (Li, 1997)
Synonymie : Pendulinaria (Stål, 1873)
Synonymie : Pendulini (Stål, 1873)
Synonymie : Pendulinidae (Stål, 1873)
Synonymie : Pendulinini (Stål, 1873)
Synonymie : Sinodasynini (Li, 1997)
- Discogastrini (Stål, 1868)

Synonymie : Discogastrina (Stål, 1868)
- Gonocerini

Synonymie : Gonoceraria
Synonymie : Gonocérates
Synonymie : Gonocerina
- Homoeocerini (Amyot & Serville, 1843)

Synonymie : Homéocérides
Synonymie : Homescérides (Amyot & Serville, 1843)
Synonymie : Homoceridae (Amyot & Serville, 1843)
Synonymie : Homoeoceraria (Amyot & Serville, 1843)
Synonymie : Homoeocerida (Amyot & Serville, 1843)
Synonymie : Homoeoceridae (Amyot & Serville, 1843)
Synonymie : Homoeoceriden (Amyot & Serville, 1843)
Synonymie : Homoeocerides (Amyot & Serville, 1843)
Synonymie : Homoeocerina (Amyot & Serville, 1843)
Synonymie : Homoeocerinae (Amyot & Serville, 1843)
Synonymie : Homoeoceroidae (Amyot & Serville, 1843)
- Hypselonotini (Bergroth, 1913)

Synonymie :  Hypselonotaria (Bergroth, 1913)
- Latimbini (Stål, 1873)

Synonymie : Latimbaria (Stål, 1873)
Synonymie : Latimbidae (Stål, 1873)
- Manocoreini (Hsiao, 1964)
- Mecocnemini (Hsiao, 1964)
- Mictini (Amyot & Serville, 1843)

Synonymie : Derepterini (Hsiao, 1963)
Synonymie : Helcomeriini (Breddin, 1903)
Synonymie : Lygaeinae
Synonymie : Mercennini
Synonymie : Mictaria (Amyot & Serville, 1843)
Synonymie : Mictida (Amyot & Serville, 1843)
Synonymie : Mictidae (Amyot & Serville, 1843)
Synonymie : Mictiden (Amyot & Serville, 1843)
Synonymie : Mictides (Amyot & Serville, 1843)
Synonymie : Mictidida (Amyot & Serville, 1843)
Synonymie : Mictidinae (Amyot & Serville, 1843)
Synonymie : Mictidini (Amyot & Serville, 1843)
Synonymie : Mictiini (Amyot & Serville, 1843)
Synonymie : Mictina (Amyot & Serville, 1843)
Synonymie : Mictinae (Amyot & Serville, 1843)
- Nematopodini

Synonymie : Nématopides
- Petascelini (Stål, 1873)

Synonymie : Petaloscelidaria
Synonymie : Petascelaria (Stål, 1873)
Synonymie : Petascelidae (Stål, 1873)
Synonymie : Petascelidini (Stål, 1873)
Synonymie : Petascelinae (Stål, 1873)
- Phyllomorphini  Mulsant & Rey, 1870

Synonymie : Phyllomorphaires (Mulsant & Rey, 1870)
Synonymie : Phyllomorpharia (Mulsant & Rey, 1870)
Synonymie : Phyllomorphidae (Mulsant & Rey, 1870)
Synonymie : Phyllomorphinae (Mulsant & Rey, 1870)
- Placoscelini (Stål, 1868)

Synonymie : Placoscelidida (Stål, 1868)
Synonymie : Stenoscelideini (Schaefer, 1968)
- Prionotylini (Puton, 1872)

Synonymie : Prionotylii (Puton, 1872)
- Procamptini (Ahmad, 1964)
- Sinotagini (Hsiao, 1963)
- Spartocerini

Synonymie : Corecorini Van Duzee, 1916
Synonymie : Menenotaria Bergroth, 1913
Synonymie : Spartoceraria
Synonymie : Spartocerida
Synonymie : Spartoceridae
Synonymie : Spartoceriden
Synonymie : Spartocerides
Synonymie : Spartocérides
Synonymie : Spartocerina
Synonymie : Spartocerinae
Synonymie : Spartoceroidae
Synonymie : Spartocoridae